# Lill-Stadstjärnen
Lill-Stadstjärnen är en sjö i Bräcke kommun i Jämtland och ingår i Indalsälvens huvudavrinningsområde.